# Mal Lucas
Peter Malcolm "Mal" Lucas (Wrexham, 7 ottobre 1938 – Wrexham, 14 marzo 2024) è stato un calciatore e allenatore di calcio gallese, di ruolo centrocampista.

## Biografia
Dopo aver iniziato la sua carriera nei Bradley Rangers, Lucas firmò per il Leyton Orient nel 1958 e fece parte della squadra che giocò in Prima Divisione nel 1962-1963. Nel 1964 passò al Norwich City, dove giocò 183 partite di campionato prima di unirsi al Torquay United nel 1970, dove collezionò 122 presenze.
Registrò quattro presenze con la nazionale del Galles: esordì l'11 aprile 1962 contro l'Irlanda del Nord. La sua quarta e ultima presenza fu quella del 21 novembre 1962 contro l'Inghilterra.
Dopo aver lasciato il Torquay, fu giocatore-allenatore del Gorleston, guidando la squadra dal 1976 al 1980.
Morì a Wrexham, sua città natale, il 14 marzo 2024, all'età di 85 anni.